# Patrik Lindberg
Patrik Lindberg, pseud. "f0rest" (ur. 10 czerwca 1988) – szwedzki profesjonalny gracz z serii gier Counter-Strike. Obecnie jest członkiem Dignitas. Były członek takich zespołów jak Embrace, Begrip, fnatic, SK Gaming czy NIP, jest uważany za jednego z najlepszych graczy Counter-Strike w historii.

## Historia
Patrik rozpoczął swoją karierę w 2003 roku w amatorskiej drużynie da4ce, w której nic wielkiego nie udało mu się osiągnąć. Do 2005 grał w amatorskich zespołach takich jak calx, VxO czy Realitysucks. Moment zwrotny w jego karierze nastąpił w 2005 roku, kiedy Patrik dołączył do szwedzkiego Begrip. Wygrał on wtedy pierwszy wielki profesjonalny turniej - WEG 2005, gdzie Begrip zajęło pierwsze miejsce i zgarnęło 50 tysięcy dolarów. 5 stycznia f0rest dołączył do szwedzkiej potęgi - fnatic. Wtedy rozpoczęła się wielka dominacja tej drużyny w Counter-Strike'u 1.6. Do 2010 roku grał we fnatic, opuścił zespół 7 grudnia na rzecz dołączenia do SK Gaming. W lipcu 2012 roku, w oczekiwaniu na zmianę wersji Counter-Strike na Counter-Strike: Global Offensive, opuścił SK Gaming i dołączył do Ninjas in Pyjamas. Patrik wraz z drużyną wygrali 87 meczów z rzędu bez żadnej porażki, co było największą dominacją w historii Counter-Strike'a. W 2013 roku serwis HLTV.org zamieścił ranking najlepszych graczy Counter-Strike: Global Offensive, gdzie Lindberg zajął drugie miejsce. Na początku 2020 roku wraz z byłymi członkami drużyny NiP sformował drużynę Dignitas. 

## Osiągnięcia indywidualne
- Został nazwany najlepszym szwedzkim graczem 2009 roku przez FragBite[4].
- 6 najlepszy gracz CS 2010 roku według serwisu HLTV.org[5].
- 5 najlepszy gracz CS 2011 roku według serwisu HLTV.org[6].
- 2 najlepszy gracz CS:GO 2013 roku według serwisu HLTV.org[2].
- 7 najlepszy gracz CS:GO 2014 roku według serwisu HLTV.org[7].
- 16 najlepszy gracz CS:GO 2015 roku według serwisu HLTV.org[8].
- 7 najlepszy gracz CS:GO 2016 roku według serwisu HLTV.org[9].

## Większe osiągnięcia[10][11]
- 1 miejsce - Sound Blaster CS:GO Challenge (2012)
- 1 miejsce - GO4CS:GO Europe Cup 6 (2012)
- 1 miejsce - SteelSeries GO 2012 (2012)
- 1 miejsce - DreamHack Valencia 2012 (2012)
- 1 miejsce - ESWC 2012 (2012)
- 1 miejsce - DreamHack Winter 2012 (2012)
- 1 miejsce - AMD Sapphire Invitational (2012)
- 1 miejsce - Thor Open (2012)
- 1 miejsce - ESL Major Series Winter 2012 (2013)
- 1 miejsce - Fnatic FragOut League Season 1 (2013)
- 1 miejsce - TECHLABS Cup 2013 Moscow (2013)
- 1 miejsce - Copenhagen Games 2013 (2013)
- 2 miejsce - StarLadder StarSeries V (2013)
- 1 miejsce - ESEA Global Finals Season 13 (2013)
- 1 miejsce - FACEIT Cup May 2013 (2013)
- 1 miejsce - StarLadder StarSeries VI (2013)
- 1 miejsce - DreamHack Summer 2013 (2013)
- 1 miejsce - DreamHack Bukareszt 2013 (2013)
- 2 miejsce - DreamHack Winter 2013 (2013)
- 1 miejsce - Fragbite Masters Season 1 (2013)
- 2 miejsce - DreamHack Invitational I (2014)
- 2 miejsce - ESL One Katowice 2014 (2014)
- 1 miejsce - Copenhagen Games 2014 (2014)
- 2 miejsce - StarLadder StarSeries IX (2014)
- 1 miejsce - DreamHack Summer 2014 (2014)
- 1 miejsce - IronGaming I (2014)
- 1 miejsce - ESL One Cologne 2014 (2014)
- 2 miejsce - CS:GO Legends Series 1 (2014)
- 2 miejsce - DreamHack Winter 2014 (2014)
- 1 miejsce - Assembly Winter 2015 (2015)
- 2 miejsce - ESL One Katowice 2015 (2015)
- 2 miejsce - GFINITY Spring Masters I (2015)
- 2 miejsce - StarLadder StarSeries XII (2015)
- 1 miejsce - ESPORTSM 2015 (2015)
- 3/4 miejsce - DreamHack Open Summer 2015 (2015)
- 2 miejsce - GFINITY Masters Summer 1 (2015)
- 3/4 miejsce - DreamHack Open Cluj Napoca 2015 (2015)
- 2 miejsce - Fragbite Masters Season 5 (2015)
- 5/8 miejsce - MLG Major Championship Columbus 2015 (2015)
- 1 miejsce - DreamHack Masters Malmö 2016 (2016)
- 2 miejsce - DreamHack Summer 2016 (2016)
- 1 miejsce - StarLadder i-League StarSeries Season 2 (2016)
- 1 miejsce - IEM Season XI Oakland (2016)
- 1 miejsce - DreamHack Valencia 2017 (2017)
- 3/4 miejsce - DreamHack Masters Malmö 2017 (2017)
- 1 miejsce - Hellcase Cup 6 (2017)
- 1 miejsce - IEM Season XII Oakland (2017)
- 1 miejsce - Europe Minor Championship Londyn 2018 (2018)
- 3/4 miejsce - DreamHack Masters Stockholm 2018 (2018)
- 3 miejsce - BLAST Pro Series Instanbul 2018 (2018)
- 2 miejsce - BLAST Pro Series Copenhagen 2018 (2018)
- 4 miejsce - BLAST Pro Series Sao Paulo 2019 (2019)
- 3 miejsce - BLAST Pro Series Madrid 2019 (2019)
- 5/6 miejsce - ESL One Cologne 2019 (2019)